# Râul Porumbacu
Râul Porumbacu (numit uneori și Râul Mare al Porumbacului) este un curs de apă, afluent al râului Olt. Se formează la confluența brațelor Șerbota și Râul Sărății.

## Hărți
- Harta județului Sibiu
- Harta Județului Sibiu
- Harta Munților Făgăraș  Arhivat în 8 septembrie 2013, la Wayback Machine.